# بطء القلب
بطء القلب، المعروف أيضاً باضطراب النظم البُطئي أو النَّبَذ، هو بطء في معدل ضربات القلب، أي معدل ضربات القلب في السكون تكون تحت الستين نبضة في الدقيقة عند البالغين.
وهو نوع من اضطراب نظم القلب. فإنه نادرًا ما ينتج أعراض حتى ينخفض معدل نبضات القلب إلى أقل من الخمسين نبضة في الدقيقة. وقد يؤدي في بعض الأحيان إلى التعب، الضعف، الدوار، وفي معدلات منخفضة جدًا لنبضات القلب قد يؤدي إلى الإغماء.
خلال النوم، بطء نبضات القلب بمعدل 40-50 نبضة في الدقيقة هو أمرٌ شائع، ويعتبر طبيعي. الرياضيون المدربون قد يعانون من متلازمة قلب الرياضيين وهو البطء الشديد في معدل نبضات القلب الذي يحدث كتأقلم رياضي يساعد في منع حدوث تسارع في نبضات القلب أثناء التدريب.[بحاجة لمصدر]
ومفهوم بطء القلب النسبي يُستخدم في شرح معدل نبضات القلب إن لم يكن في الواقع تحت الستين نبضة في الدقيقة، لكنّه يُعتبر بطيء جدًا لحال الفرد الطبي الطبيعي.

## التعريف
بطء القلب عند البالغين هو أن يكون معدل نبضات القلب أقل من ستين نبضة في الدقيقة، على الرغم من أن الأعراض عادة تظهر فقط عند معدل نبضات القلب أقل من خمسين نبضة في الدقيقة.

## التصنيف

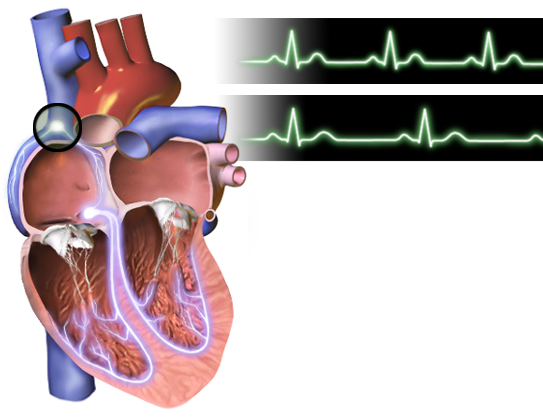
الصورة تمثل مقارنة لمخطط كهربية القلب لشخص سليم (أعلى) و شخص مصاب ببطء نبضات القلب (أسفل)،و تظهر الصورة أيضا النقاط التي يتم قياس إشارات المخطط عندها.

### الأذيني
ينقسم بطء القلب الأذيني إلى ثلاثة أنواع مختلفة. الأول، اضطراب النظم التنفسي الجيبي، الذي يتواجد عادة عند الصغار والكبار في السن من الناس ذوي الصحة الجيدة. يزيد معدل نبضات القلب أثناء الشهيق ويقل اثناء الزفير. ويعتقد أن هذا يكون بسبب تغيرات في قوة العصب المبهمي خلال التنفس. إذا كان الانخفاض في معدل نبضات القلب خلال الزفير لاقل من ستين نبضة في الدقيقة في كل نفس. فهذا النوع من بطء القلب يعتبر حميد ودليل جيد على قوة الجهاز العصبي المستقل.
الثاني: بطء القلب الجيبي، وهو نظم جيبي أقل من ستين نبضة في الدقيقة. وهو حالة شائعة وجدت في كل من الأفراد الأصحاء وأولئك الذين يُعتبرون رياضيين مدربين. وقد وجدت الدراسات أن من 50 إلى 85% من الرياضيين المدربين لديهم بطء في القلب الجيبي الحميد، بالمقارنة مع 23% من السكان. الذين درسوا  عضلة القلب لدى الرياضيين وجدو أنها قد تصبح متأقلمة مع حجم دفقة أعلى من الطبيعي، ولذلك يتطلب قلبهم عدد أقل من الانقباضات حتى يدور نفس الحجم من الدم.
الثالث: متلازمة العقدة الجيبية المريضة، تغطي الاعراض التي تشمل بطء القلبي الجيبي الشديد، إحصار جيبي اذيني، توقف جيبي المنشا ومتلازمة بطء القلب- تسرع القلب (رجفان أذيني، رفرفة أذينية وتسرع القلب فوق البطيني الانتيابي).

### العقدة الأذنية البطينية
بطء للقلب العقدي الأذيني البطيني هو عاده ينتج عن غياب الدفعة الكهربائية من العقدة الجيببة. هذا يظهر على رسم تخطيط كهربائية القلب (تخطيط كهربائية القلب) كمركب (مركب كيو آر إس) طبيعي مُرافق بموجة P مقلوبة سواء قبل وأثناء أو بعد مركب ال QRS مركب.
الإفلات الوصلي الأذيني البطيني، هو تأخر في نبض القلب الذي ينشأ من منطقه مُنتبذه في مكان ما في الموصل الأذيني البطيني (AV junction). وهو يحدث عندما ينخفض معدل إزاله الإستقطاب (إزالة الاستقطاب) للعقدة الجيبية الأذينية إلى أقل من معدل إزالة الاستقطاب للعقدة الأذنينة البطينية. وهذا الخلل في النظم قد يحدث أيضا عندما تفشل النبضات الكهربائية من الوصول من العقدة الجيبية الأذينية إلى العقدة الاذنينة البطينية؛ بسبب الاحصار الاذيني البطيني أو الاحصار الجيبي الاذيني. هذه آلية وقائية للقلب؛ للتعويض عن العقدة الجيبية الأذنينة التي لم تعد تقوم بوظيفتها كمنظمة نبضات القلب، وهي واحدة من سلسلة المواقع الاحتياطية التي يمكن أن تأخذ وظيفه تنظيم نبضات القلب عندما تفشل العقدة الجيبية الأذينية بالقيام بذلك. وهذا يظهر على مخطط القلب الكهربي بفترة PR طويلة (الفترة بي آر). ومركب الإفلات الوصلي هو استجابة طبيعية، قد تنتج من إفراط في درجة العصب المبهمي على العقدة الجيبية الأذينية. ومن الأسباب المرضية هي بطء القلب الجيبي، توقف جينبي المنشا، إحصار مخرج الجيب أو الاحصار الأذين البطيني.

### البطيني
بطء القلب البطيني، المعروف أيضا باسم نظم افلات بطيني أو نظم بطيني ذاتي، هو معدل نبضات للقلب أقل من خمسين نبضة في الدقيقة. هذه هي آلية أمان عند انعدام دفعة كهربائية، أو انعدام المحفزات الكهربائية من الاذين. والمنبهات التي تنشأ داخل أو تحت حزمة هس في العقدة الاذينية البطينية سوف تنتج مجمع QRS واسع مع معدل نبضات القلب بين عشرين وأربعين نبضة في الدقيقة. وتلك فوق حزمة هيس، المعروفة أيضا بالموصلي، سوف تتراوح عادة بين الأربعين والستين نبضة في الدقيقة مع مجمع QRS ضيق. وفي احصار القلب من الدرجة الثالثة، وحوالي 61% تأخذ مكان في حزمة البوركينجي، 21% في عقدة الأذينية البطينية، و15% في حزمة هيس. يمكن استبعاد احصار الاذيني البطيني من مخطط كهربية القلب الذي يشير لعلاقة 1:1 بين موجات P ومجمعات QRS . بطء القلب البطيني يحدث مع بطء القلب الجيني، توقف جيبي المنشأ، واحصار الأذين البطيني. العلاج غالبا ما يتكون من استخدام الاتروبين وانظام القلب.

### الطِفلي
بالنسبة للرضع، بطء القلب يعرف كمعدل نبضات القلب اقل من مئة نبضة في الدقيقة (الطبيعي حوالي 120 – 160نبضة في الدقيقة). الأطفال الخدج هم أكثر عرضة من الأطفال الطبيعين بالنسبة للبهر وبطء نبضات القلب، والسبب ليس مفهوم بشكل واضح. بعض الباحثين [من؟] يعتقدون أن هذه النوبات ترتبط بمراكز داخل المخ التي تقوم بتنظيم عملية التنفس وقد لا تكون كاملة التطور. لمس الطفل بلطف أو هز الحاضنة قليلا سوف يؤدي إلى بدء الطفل بالتنفس مرة أخرى، مما يزيد من نبضات القلب. بعض الأدوية (الثيوفيلين والكافيين) يمكن استخدامها لعلاج هذه النوبات عند الأطفال إذا لزم الأمر. وحدة العناية المركزة للأطفال حديثين الولادة تقوم بمراقبة إلكترونية للقلب والرئتين.

## الأسباب
اضطراب النظم هذا يمكن أن يكون للعديد من الأسباب التي من الأفضل تقسيمها إلى أسباب متعلقة بالقلب وأسباب غير متعلقة بالقلب. الأسباب غير المتعلقة بالقلب عادة ما تكون ثانوية، ويمكن أن تشمل إساءة تعاطي المخدرات، قضايا الأيض أو الغدد الصماء، وخاصة الغدة الدرقية، غدد التوازن الكهرلي، عوامل عصبية، ردود الأفعال اللاإرادية، العوامل الظرفية مثل راحة الفراش الطويلة، والمناعة الذاتية. والأسباب القلبية تشمل الداء القلبي الاقفاري الحاد أو المزمن، أمراض القلب الوعائية، أمراض صمامات القلب، الأمراض الكهربائية التذكسية. الأسباب تسلك ثلاث آليات: انخفاض تلقائية القلب، احصار التوصيل الكهربي، أو الهروب من عقدة ضبط نبضات القلب وإيقاعها.
بشكل عام، نوعين من المشاكل تؤدي إلى بطء القلب: اضطرابات في العقدة الجيبية الأذنية (SA node)، واضطرابات في العقدة الأذنية البطينية (AV node).
مع الاختلال الوظيفي في العقدة الجيبية (يسمى متلازمة العقدة الجيبية المريضة (متلازمة العقدة الجيبية المريضة))، ويمكن أن يكون اختلال في التلقائية أو ضعف توصيل نبضة الدفع من العقدة الجيبية الأذنية إلى الأنسجة المحيطة. ويمكن الكشف عن الاحصار الجيب الأذيني من الدرجة الثانية عن طريق استخدام الإثني عشر اتجاه في تخطيط القلب. فمن الصعب في بعض الأحيان أو المستحيل تعيين آلية معينة لبطء القلب، لكن الآلية الكامنه ليست ذات صله سريريه للعلاج، والذي هو نفسه في كل الحالات متلازمة للعقده الجيبية المريضة: ناظمة اصطناعية قلبية دائمة.
اضطرابات التوصيل الأذنينة البطينية (إحصار العقدة الاذين البطينية) قد تنجم من ضعف التوصيل في العقدة الأذينية البطينية، أو في أي مكان تحتها، مثل حزمة هيس. الأهمية الطبية التي تتعلق باحصار العقدة الجيبية الأذينية هي أكبر من إحصار العقدة الجيبية الأذينية .
ومرضى بطء القلب من المحتمل أنهم اكتسبوا المرض اكتساباً ولا يكون خلقي. بطء القلب أكثر شيوعا في المرضى الكبار في السن .
أدوية حاصرات بيتا يمكن أن تبطئ معدل نبضات القلب وتخفض قوه انقباض القلب وقد تبطئ حاصرات بيتا معدل نبضات القلب إلى مستوى خطير إذا وصفت جنبا إلى جنب مع مُحصرات قنوات الكالسيوم.

## التشخيص
ويستند تشخيص بطء القلب في البالغين على معدل نبضات القلب أقل من ستين نبضة في الدقيقة. يتم تحديده عادة إما عن طريق الملامسة أو عن طريق مخطط كهربائية القلب تخطيط كهربائية القلب.
وفي حالة ظهور الأعراض، تحديد الشوارد الكهرلية قد يفيد في تحديد سبب المرض.

## المعالجة
علاج بطء القلب يعتمد على ما إذا كان الشخص مستقراً أو غير مستقر. إذا كانت نسبة تشبع الأكسجين منخفضة فيجب توفير الأكسجين الإضافي.

### مستقر
ليست هنالك حاجة للعلاج الطارئ إذا كان الشخص غير معدٍ أو أعراضة طفيفة.

### غير مستقرة
إذا كان الشخص غير مستقر، العلاج الأولي الموصى به هو الأتروبين في الوريد. لا ينبغي أن تستخدم جرعات أقل من 0.5 ملغ؛ لأن ذلك قد يزيد من خفض المعدل. إذا كان هذا ليس فعال، فيجب استخدام (الاينوتروب) كحقن الوريد أو انظام بطرق الجلد. الإنظام عبر الوريد قد يكون مطلوب إذا كان سبب بطء القلب لا يمكن عكسهُ بسرعة.

## المجتمع والثقافة
مارتن برادي يحمل الرقم القياسي العالمي لسجل غينس لأبطأ معدل نبضات القلب مع معدل معتمد ل 27 نبضة في الدقيقة ومعدل تسجيلة 26 نبضة في الدقيقة على جهاز ال (ECG)ا  وحصل راكب الدراجة الاحترافي ميغيل اندوراين على معدل يبلغ 28 نبضة في الدقيقة في السكون. ودانيال غرين يحمل الرقم القياسي العالمي لأبطأ معدل نبضات قلب في إنسان ذو صحة جيدة ويبلغ 26 نبضة في الدقيقة في عام 2014.